# 기생진드기상목
기생진드기상목(Parasitiformes)는 진드기아강의 2개의 상목 중의 하나이다. 대부분이 기생 생활을 하지만, 모두 그런 것은 아니다. 기생진드기상목에 속하는 기록종은 약 12,000여 종 이상이며, 전체 종은 10만에서 20만 종으로 추산하고 있다. 단모류(單毛類)로 부르기도 한다.

## 하위 분류
- 배기문진드기목 (Opilioacariformes) 또는 배기문아목(背氣門亞目, Notostigmata) - 작은진드기 또는 응애(mites)
- 사기문진드기목 (Holothyrida) 또는 사기문아목(四氣門亞目, Tetastigmata) - 응애
- 후기문진드기목 (Ixodida) 또는 후기문아목(後氣門亞目, Metastigmata) - 큰진드기 또는 진드기(ticks)
- 중기문진드기목 (Mesostigmata) 또는 중기문아목(中氣門亞目, Mesostigmata 또는 Gamasida) - 응애

## 참고 문헌
- David Walter, Heather Proctor (1999) Mites: Ecology, Evolution and Behaviour, CABI Publishing.